# ترولز حول العالم
ترولز حول العالم (بالإنجليزية: Trolls World Tour)‏  فيلم موسيقي كوميدي أمريكي تم إصداره عام 2020 . هو تكملة لفيلم ترولز لعام 2016 ، من إخراج والت دوهر وديفيد بي سميث.

## ملخص قصة
يكتشف كل من بوبي وبرانش أنهم يمثلون مجرد قبيلة واحدة من ست قبائل من الدُمى، وهم متوزعين في ستة أراضي مختلفة،  لديها سلسلة سحرية يحتفظ بها زعيمها الذي يمد قوتها نوع معين من الموسيقى، وسرعان ما يُكبر عالم الدمى.